# Wachsenberg, Steuerberg
Wachsenberg je naselje v Občini Steuerberg v Okraju Trg na Koroškem v Avstriji.